# Melanocacus interioris
Melanocacus interioris – gatunek ważki z rodziny gadziogłówkowatych (Gomphidae). Występuje na terenie Ameryki Południowej.